# Mindanaohaubenadler
Der Mindanaohaubenadler (Nisaetus pinskeri) ist eine Greifvogelart aus der Gattung Nisaetus. Er kommt auf den Philippinen vor. Das Artepitheton ehrt den österreichischen Evolutionsgenetiker Wilhelm Pinsker vom Naturhistorischen Museum Wien.

## Merkmale
Der Mindanaohaubenadler erreicht eine Größe von 54 bis 61 cm und ein Gewicht von 1200 g. Seine Haube besteht aus vier bis fünf schwarzen Federn, die bis zu 8 cm lang werden. Der Kopf ist braun bis dunkel oliv-gelbbraun und unterschiedlich schwarz gestrichelt. Die Oberseite, die Oberflügel und der Schwanz sind dunkelbraun. Der Schwanz hat vier oder fünf schmale dunkle Binden. Die Kehle ist einfarbig weiß, bis auf einen unterschiedlich durchbrochenen schwarzen Mittelstreifen. Die Oberbrust ist schwarz gestrichelt. Die übrige Unterseite ist unterschiedlich ocker bis rostbraun oder gelbbraun-oliv mit hervorstehenden schwarzen Stricheln. Der unterste Bereich der Unterseite und die Hosenbefiederung sind dicht braun, schwarz und weiß gebändert. Die Iris ist hell chromgelb. Der Schnabel und die Wachshaut sind schwarz. Die Beine sind gelb. Vom Philippinenhaubenadler (Nisaetus philippensis) unterscheidet sich der Mindanaohaubenadler durch eine etwas geringere Größe und ein etwas helleres Gefieder, wobei die untere Unterseite dicht gebändert ist. Die Geschlechter ähneln sich. Die Männchen sind kleiner als die Weibchen. Das Gefieder der juvenilen Vögel ist viel heller als das der Altvögel. Bei ihnen sind der Kopf und der Hals weiß, abgesehen von den schwarzen Zügeln und der langen schwarzen Haube. Zur Oberseite hin wird die Färbung schrittweise mausgrau und hellbraun. Die Oberschwanzdecken sind weiß. Die Oberflügel und der Schwanz sind ähnlich wie der Rücken graubraun gefärbt. Die Handschwingen sind schwarz. Alle Hand- und Armschwingen haben sieben bis neun ziemlich schmale helle Binden. Die hellen kleinen und mittleren Flügeldecken formen ein breites Band bei geöffneten Flügeln. Der Schwanz hat sechs bis sieben, in regelmäßigen Abständen angeordnete Binden. Die Weißfärbung des Kopfes setzt sich über die gesamte Unterseite fort, manchmal mit dunkleren Flanken. Die befiederten Beine haben feine, lebhaft gelbbraune Binden. Die Endbinde ist manchmal breiter. Die unbefiederten Körperstellen entsprechen farblich den Altvögeln, bis auf die dunkelgrauen Augen, die erst im fast erwachsenen Gefieder gelb werden.

## Lautäußerungen
Der Ruf des Mindanaohaubenadlers ähnelt dem des Philippinenhaubenadlers. Er ist zweisilbig und hört sich wie „wheee-whit“ an.

## Verbreitung
Der Mindanaohaubenadler kommt auf den Inseln Samar, Biliran, Negros, Bohol, Siquijor, Mindanao und Basilan in der Zentralregion und im Süden der Philippinen vor.

## Lebensraum und Lebensweise
Der Mindanaohaubenadler bewohnt ausgewachsene Wälder im Tiefland und im Mittelgebirge. Im Bergland kommt er in Mooswäldern in Höhenlagen bis 1900 m vor. Er geht von versteckten Sitzwarten im Blätterdach auf die Jagd und ernährt sich vermutlich von Vögeln. Am häufigsten kann man ihn an Waldrändern oder schwebend über dem Wald beobachten. Über sein Fortpflanzungsverhalten liegen keine Informationen vor.

## Systematik
Der Mindanaohaubenadler wurde 1998 als Unterart des Philippinenhaubenadlers (Spizaëtus philippinsis [sic] pinskeri) beschrieben. Nach einer Molekularstudie aus dem Jahr 2005 erhielt das Taxon Artstatus. Dieser wurde 2008 von der IOC Checklist, 2011 von der Clements Checklist, 2013 von der Howard & Moore Checklist und 2014 von BirdLife International sowie der IUCN akzeptiert, die den Mindanaohaubenadler in der Kategorie „stark gefährdet“ (endangered) in die Rote Liste der gefährdeten Arten aufnahm.